# Sociedade Portuguesa de Química
A Sociedade Portuguesa de Química (SPQ) é uma das maiores, mais ativas e mais antigas sociedades científicas portuguesas, tendo sido fundada em 28 de dezembro de 1911.
A sua fundação esteve intimamente relacionada com a publicação da Revista de Química Pura e Aplicada, que surgiu pela primeira vez no Porto em 1905, por iniciativa de um pequeno grupo de cientistas portugueses, o mais ilustre dos quais terá sido António Ferreira da Silva que foi, também, o primeiro presidente da Sociedade.

## Organização
A SPQ está organizada em oito divisões e dez grupos.
A 24 de julho de 2019, foi agraciada com o grau de Membro-Honorário da Ordem da Instrução Pública.

### Divisões
- Química Orgânica
- Química Inorgânica e Bioinorgânica
- Química-Física
- Química Analítica
- Catálise e Materiais Porosos
- Química Alimentar
- Ciências da Vida
- Ensino e Divulgação de Química

### Grupos
- Radicais Livres
- Glúcidos
- Fotoquímica
- História da Química
- Química Industrial
- Ressonância Magnética
- Cromatografia
- Colóides, Polímeros e Interfaces
- Químicos Jovens
- Química Medicinal e Terapêutica
- Espetrometria de Massa
- Carbono

## Encontros
A Sociedade organiza desde 1978 um Congresso Nacional bianual em que participam cerca 500 químicos portugueses e um significativo número de químicos de outras nacionalidades. Nos anos em que o congresso não se realiza as diferentes Divisões e Grupos organizam encontros especializados.
Em 2008 realizou-se o Congresso Nacional e três novos encontros, um deles Internacional, mobilizando no seu conjunto mais de 850 participantes.

Em 2007 foram organizados 12 congressos, alguns deles de impacto ibérico ou mesmo internacional e que mobilizaram no seu conjunto mais de 1300 participantes.
Nos últimos cinco anos o número de participantes em congressos organizados ou apoiados pela SPQ excedeu os 5000.
Nesse congresso são atribuídos os seguintes galardões:
- Prémio Ferreira da Silva
- Medalha Vicente de Seabra

## Publicações
A SPQ publica livros e obras multimédia, em grande parte dirigidos a professores e alunos, e tem também, desde 1977, um boletim trimestral (Química) que funciona como um elo de ligação aos sócios. Numa estratégia de dar mais visibilidade à Química em Portugal e na Europa, a SPQ terminou em 1997 a publicação da Revista Portuguesa de Química para se tornar sócia fundadora de um consórcio de sociedades de química europeias e de uma grande Editora, o ChemPubSoc Europe, com o objetivo de publicar revistas europeias de química de elevada qualidade e que competissem diretamente com as melhores do mundo. Este projeto iniciou-se com três títulos e hoje tem já oito:

### Publicações internacionais
- Chemistry - A European Journal
- European Journal of Inorganic Chemistry (EurJOC)
- European Journal of Organic Chemistry (EurJIC)
- ChemPhysChem
- ChemBioChem
- ChemMedChem
- ChemSusChem
- ChemCatChem
- ChemPlusChem
- ChemistryOpen
- ChemElectroChem
- ChemistrySelect

## Prémios e Medalhas
Ferreira da Silva
O Prémio Ferreira da Silva foi instituído pela Sociedade Portuguesa de Química em 1981, sendo atribuído bienalmente durante o Encontro Nacional da SPQ. Este Prémio é concedido a um químico português que, pela obra científica produzida em Portugal, tenha contribuído significativamente para o avanço da Química, em qualquer das suas áreas. 
Vicente de Seabra
A Medalha Vicente de Seabra destina-se a premiar a alta qualidade, originalidade e autonomia do trabalho de investigação em Química desenvolvido em Portugal por um investigador de idade não superior a 40 anos. São proponentes os presidentes das Divisões da SPQ, e grupos de dez ou mais sócios da SPQ. O júri considerará a qualidade, impacto e quantidade do trabalho científico realizado pelos nomeados, especialmente nos cinco anos mais recentes. 
Romão Dias
O Prémio Alberto Romão Dias foi instituído pela Sociedade Portuguesa de Química em 2009, sendo atribuído bianualmente durante a conferência da Divisão de Química Inorgânica. Este Prémio é concedido a um químico que, pela obra científica produzida em Portugal, tenha contribuído significativamente para o avanço da Química Inorgânica e Organometálica, em qualquer das suas áreas. 
Luso-Espanhol
O Prémio Luso-Espanhol de Química, instituído pela Sociedade Portuguesa de Química e pela Real Sociedad Española de Química, é atribuído anualmente, e em alternância, a químicos portugueses e espanhóis com projeção internacional. Em 2010, ano de início do Prémio, este foi atribuído pela RSEQ ao Prof. José Cavaleiro da Universidade de Aveiro. Em 2011 será a vez de a SPQ atribuir pela primeira vez o Prémio a um químico espanhol. 

#### Ramôa Ribeiro
- A Divisão de Catálise e Materiais Porosos (DCMP) da Sociedade Portuguesa de Química (SPQ) irá instituir o Prémio Ramôa Ribeiro para ser atribuído bianualmente durante o Encontro da DCMP. Este Prémio será concedido a um investigador jovem que, pela obra científica produzida em Portugal, tenha contribuído significativamente para o avanço da catálise e materiais porosos, em qualquer das suas áreas de intervenção.

## Educação
Nos últimos anos a SPQ, fazendo uso da competência científica dos seus membros, tem comentado a estrutura e conteúdo dos Exames Nacionais de Química, publicando também a sua resolução.

## Olimpíadas de Química
Outro evento com grande impacto a nível do país são as Olimpíadas de Química.
As provas para o ensino secundário são designadas por Olimpíadas de Química+.

### Olimpíadas de Química Mais
Os vencedores das Olimpíadas de Química+ são selecionados para representar Portugal nas Olimpíadas Internacionais de Química (IChO) e nas Olimpíadas Ibero-americanas de Química (OIAQ);
O número de Escolas participantes nas Olimpíadas de Química+:
| Ano  | Nº de Escolas |
| ---- | ------------- |
| 2006 | 76            |
| 2007 | 94            |
| 2008 | 106           |
| 2009 | 126           |
| 2010 | 149           |
| 2011 | 159           |
| 2012 | 143           |
| 2013 | 146           |
| 2014 | 130           |
| 2015 | 137           |

### Ibero-Americana
As Olimpíadas Ibero-americanas de Química são um concurso entre estudantes ibero-americanos que se realiza, a cada ano, no mês de outubro, num dos países dessa comunidade. Teve início em Mendoza, na Argentina, em 1995, prosseguindo na cidade do México (1996), Rio de Janeiro (1997), Bogotá (1998), Santiago de Compostela (1999), Caracas (2000), Mar del Plata (2002), Cuernavaca (2003), Castellon (2004), Lima (2005), Aveiro (2006), Rio de Janeiro (2007), Heredia (2008), Havana (2009), Cidade do México (2010), Piauí (2011), Santa Fé, na Argentina (2012), La Paz na Bolívia (2013), Montevideo no Uruguai (2014) e Teresina no Brasil (2015). A edição de 2016 decorrerá no Bogotá (Colombia). 
Cada país participa com uma equipa de até 4 (quatro) estudantes, não universitários, com idade inferior a 19 anos, escolhidos num processo nacional, no caso de Português, nas Olimpíadas de Química Mais. 
2015
Medalha de Bronze: Ricardo Alexandre Santos -  Escola Secundaria Mário Sacramento, Aveiro
Menção Honrosa: Maria Neves Carmona-  Colégio Luso Francês
2014
Medalha de Bronze:  Henrique Rui N. Aguiar -  Agrupamento de Escolas José Estevão
Menção Honrosa:  Álvaro Miguel Figueira Mendes Samagaio  -  Escola Secundária Almeida Garrett
2013
Medalha de Ouro: João Luís Sousa Janela(Coimbra)
Medalha de Bronze: Maria Carolina Amoedo Gonçalves (Coimbra)
2012
Medalha de Prata:   Ricardo Rodrigues (Bragança)
Medalha de Bronze:    Catarina da Cunha e Silva Martins Costa (Oliveira de Azeméis) |   Maria Carolina Amoedo Gonçalves (Coimbra) |   João Pereira (Alcobaça)
2011
Em 2011 a equipa Portuguesa conquistou várias medalhas,
Medalha de Bronze: João Pimenta Pereira - Escola Secundária com 3.º Ciclo do Ensino Básico de D. Inês de Castro de Alcobaça
Medalha de Bronze: Paulo Pereira Gonçalves - Escola Secundária Alves Martins (Viseu)
Medalha de Bronze: Vasco Figueiredo Batista - Escola Secundária com 3.º Ciclo do Ensino Básico de Carregal do Sal
2010
Em 2010 a equipa Portuguesa conquistou várias medalhas,
Medalha de Prata: Gonçalo Vitorino Bonifácio - ES José Saramago (Mafra)
Medalha de Bronze: Jorge Pedro Martins Nogueiro - Escola Secundária Emídio Garcia (Bragança)
Menção Honrosa: Marta Aguiar - ES Homem Cristo (Aveiro)
2009
Em 2009 a equipa Portuguesa conquistou várias medalhas, Diogo Manuel Santos Teixeira - Colégio Cedros, conquistou a Medalha de Prata, Francisco Diogo Andrade de Carvalho Ferreira - Colégio Cedros e Leandro Tiago Marques - ES Sousa Basto (Oliveira de Azeméis) conquistaram a Medalha de Bronze. Foi ainda atribuída uma Menção Honrosa a João Luís Sousa - ES Domingos Sequeira (Leiria). A XIV Olimpíada Ibero-Americana de Química realizaram-se em Havana (Cuba).
Em 2008, Inês Maria Pacheco Soares Carneiro, da Escola Secundária da Maia, conquistou uma Medalha de Prata na XIII Olimpíada Ibero-Americana de Química, realizada na Costa Rica, de 14 a 22 de Outubro.
Em 2007 a equipa portuguesa, incluindo os quatro alunos vencedores a nível nacional, obtiveram uma Medalha de Prata (Rui Emanuel Ferreira da Silva) e uma Medalha de Bronze (Tiago Raúl de Sousa Pereira) nas XII Olimpíadas Ibero-americanas de Química, que se realizaram no Rio de Janeiro, Brasil, de 1 a 9 de Outubro.

### Olimpíadas Internacionais de Química
Pela primeira vez desde que iniciou a participação na competição (em 2003), a equipa portuguesa saiu medalhada em 2015 .
2015
BAKU, AZERBAIJÃO -  20-29 DE JULHO
Medalha de Bronze: Ricardo Alexandre Santos -  Escola Secundaria Mário Sacramento, Aveiro
2014
HANOI, VIETMANE -  20-28 DE JULHO
Menção Honrosa: Álvaro Miguel Figueira Mendes Samagaio -  Escola Secundária Almeida Garrett
2010
TÓQUIO, JAPÃO -  JULHO
Menção Honrosa: Jorge Pedro Martins Nogueiro - Escola Secundária Emídio Garcia de Bragança

### Olimpíadas de Química Júnior
As provas para o ensino básico são designadas Olimpíadas de Química Júnior.

As Olimpíadas de Química Júnior são coordenadas pela SPQ, mas organizadas a nível local pelas universidades que aderiram à iniciativa.
Número de Escolas participantes nas Olimpíadas de Química Júnior tem vindo a aumentar:
| Ano  | Nº de Escolas |
| ---- | ------------- |
| 2015 | 288           |
| 2014 | 289           |
| 2013 | 285           |
| 2012 | 278           |
| 2011 | 324           |
| 2010 | 304           |
| 2009 | 233           |
| 2008 | 211           |

### Objetivos das Olimpíadas
- Dinamizar o estudo e ensino da Química nas escolas básicas e secundárias;
- Proporcionar a aproximação entre as escolas básicas e secundárias e as universidades e institutos superiores;
- Despertar o interesse pela Química, divulgar a Química como ciência e cativar vocações para carreiras científico-tecnológicas entre os estudantes.

## Grupo de História da Química
O Grupo de História da Química da Sociedade Portuguesa de Química, criado nos primeiros meses do ano de 2005, tem por principal objetivo a promoção da história da química e das diferentes sub-disciplinas desta ciência, não só no âmbito da SPQ, como para além desta. Neste sentido, definiu como prioritárias as seguintes áreas de intervenção:
- A preservação da memória histórica, através da receção, conservação e catalogação de manuscritos, memorabilia e coleções de livros e periódicos doados por químicos portugueses ou suas famílias;
- A divulgação da obra de químicos portugueses no portal da SPQ, através de prosopografias e da digitalização de obras significativas da história da química portuguesa, que ficarão assim acessíveis on-line a historiadores e demais interessados;
- A publicação no Boletim da Sociedade Portuguesa de Química de trabalhos de investigação no âmbito da história da química por historiadores portugueses e estrangeiros;
- A realização de encontros de dois em dois anos sobre um tema específico no âmbito da história da química.